# Castilleja moranensis
Castilleja moranensis är en snyltrotsväxtart som beskrevs av Carl Sigismund Kunth. Castilleja moranensis ingår i släktet målarborstar, och familjen snyltrotsväxter. Utöver nominatformen finns också underarten C. m. cinerascens.